# David L. Cornwell
David Lance Cornwell (14. června 1945 Paoli – 2. listopadu 2012 Annapolis) byl americký veterán z války ve Vietnamu, který sloužil jedno funkční období jako člen Sněmovny reprezentantů z Indiany od roku 1977 do roku 1979.

## Mládí a kariéra
Cornwell se narodil v Paoli v Indianě a navštěvoval veřejné školy, Culver Military Academy v Indianě a později Phillips Andover Academy v Massachusetts. V roce 1964 absolvoval Park High School v Indianapolis v Indianě. Ten samý rok nastoupil na Hillsdale College a poté v roce 1969 na American College of Monaco. V roce 1974 se zapsal na Indianskou univerzitu.
Pracoval také jako tajemník představenstva Cornwell Co., Inc. v Paoli.

## Válka ve Vietnamu
V letech 1966 až 1968 sloužil v armádě Spojených států amerických ve Vietnamu.

## Kongres
Ačkoli byl neúspěšným kandidátem na nominaci v roce 1974 do devadesátého čtvrtého kongresu, byl zvolen jako demokrat do devadesátého pátého kongresu, reprezentující 8. kongresový obvod Indiany. V Kongresu působil od 3. ledna 1977 do 3. ledna 1979 a byl neúspěšným kandidátem na znovuzvolení v roce 1978.
V Kongresu působil ve Výboru pro záležitosti veteránů, kde soustředil velkou část své pozornosti na otázky související s vojáky a ženami, kteří sloužili ve válce ve Vietnamu.

## Pozdější kariéra a smrt
Poté, co odešel z Kongresu, pracoval na ministerstvu práce, než vstoupil do soukromého sektoru jako poradce pro vládní a mezinárodní vztahy a také pro obchodní aktivity.
V době své smrti na rakovinu ledvin v roce 2012 žil v Annapolis v Marylandu.